# Niurbà
Niurbà (en iacut Ньурба, en rus Нюрба) és una ciutat russa de la República de Sakhà situada a 846 quilòmetres a l'oest de la capital Iakutsk, a la riba del del riu Viliúi, un afluent del Lena. La seva població l'any 2002 era de 10.309 habitants.
Es va fundar l'any 1930 i va assolir el reconeixement com a ciutat l'any 1998.
En l'època soviètica va acollir el sector de la indústria relacionada amb els diamants de la regió de Iacútia.